# Edda Magnason (album)
Edda Magnason är Edda Magnasons debutalbum och gavs ut 20 januari 2010 på Caprice. 
Det är inspelat på Nybrokajen 11 i Stockholm, Sveriges äldsta konsertsal för klassisk musik. Magnason har skrivit musiken, spelar piano och sjunger. Hon har också producerat skivan tillsammans med Jonas André och utformat samtliga illustrationer till cd-häftet.

## Låtlista
All text och musik är skriven av Edda Magnason.
1. "Swirl" - 3:30
2. "Ropewalking" – 4:10
3. "Drömde jag var hund" – 1:54
4. "Ali" – 3:29
5. "Playbird" – 1:43
6. "Snow" – 3:45
7. "The Blue Hour" – 2:11
8. "Niece" – 2:55
9. "Patience" – 1:06
10. "Boats" – 6:37
11. "Sweet and Sour" – 3:29
12. "Emmigrants" – 3:56
13. "Goodbye Song" – 2:53

## Medverkande
- Edda Magnason – sång, piano
- Tomas Ebrelius – fiol, klockspel
- Martin Eriksson – kontrabas
- Nils Berg – flöjt, klarinett
- Jonas André – keyboard, elbas
- Emeli André – sång

## Mottagande
Skivan fick ett gott mottagande när den kom ut med ett snitt på 3,7/5 baserat på tolv recensioner.